# Muansa (Schiff)
Die Muansa war ein kleines Dampfschiff auf dem Viktoriasee zur deutschen Kolonialzeit in Tansania.

## Geschichte
Die Muansa – benannt nach dem Ort Muansa am Viktoriasee – wurde 1910 in Hamburg gebaut und zum Viktoriasee nach Deutsch-Ostafrika überführt. Sie fuhr für die Deutsche Nyanza-Schiffahrtsgesellschaft (DNSG) und war das größte Schiff der Gesellschaft. Die Muansa war ein Dampfer von 90 t und verkehrte zwischen den deutschen Häfen am See und dem britischen Hafen Kisumu, der Endhaltestelle der Ugandabahn.
Als der Erste Weltkrieg im August 1914 ausbrach, wurde die Muansa mit einem 3,7-cm-Feldgeschütz bewaffnet. Am 10. und 14. August 1914 wurde die in der Residentur Bukoba am Westufer des Sees stationierte 7. Feldkompanie der deutschen Schutztruppe in Ostafrika von der Muansa von Bukoba und Njemirembe nach Muansa im Bezirk Muansa am Südende des Sees mit einigen Leichtern im Schlepp verlegt.
Am Morgen des 11. September 1914 landete die Muansa wieder mit Leichtern im Schlepp Teile der 7. Feldkompanie der Schutztruppe in Kisii in Britisch-Ostafrika. Mit anderen Teilen der Kompanie an Bord sicherte sie die Landung von Seeseite gegen britische Gegenlandungen. Eine britische Gegenlandung vom Dampfer Winifred Mitte September 1914 in Karunga auf britischem Gebiet, um dort in den Rücken der von Kisii zurückmarschierenden deutschen Truppen zu gelangen, wurde von Landseite von deutschen Feldwachen vereitelt und die Muansa zwang die Winifred zum Rückzug.
Als am 5. November 1914 der britische Dampfer Sybil bei Majita auf ein Riff auffuhr und aufgegeben wurde, montierten deutsche Truppen am 10. November alle brauchbaren Teile von dem gestrandeten Schiff für die Muansa ab. Anschließend zerstörten sie die Sybil durch Sprengung und ließen das Wrack ausbrennen.
Am 6. März 1915 lag die Muansa unter ihrem Kommandanten Obertorpedomaat von Seydlitz vor Nasoro am Speke-Golf zum Laden von Holz für ihre Dampfmaschine, als das Schiff von der Winifred, die nun ein 10-cm-Geschütz trug und so der Bewaffnung der Muansa überlegen war, überrascht wurde. Nach Treffern des 10-cm-Geschützes wurde die Muansa am Ufer selbstversenkt. Der Versuch der Briten, die Muansa abzuschleppen, wurde durch deutsches Feuer vom Ufer verhindert. Schon am 7. März konnte die Muansa deutscherseits schwimmfähig gemacht werden und wurde in der Nacht vom 14. auf den 15. März für eine über zweimonatige Reparatur nach Muansa gebracht.
Im Juni 1916 begannen belgische und britische Truppen in den deutschen Raum des Viktoriasees mit überlegenen Kräften vorzurücken und auch mit Schiffen Landungen an der deutschen Seeseite durchzuführen. Als am Abend des 15. Juli 1916 ein britischer Dampfer sich Neu-Hanerau näherte, wo die inzwischen unbewaffnete Muansa lag, wurden ihre Bodenventile geöffnet und der Dampfer versenkt. Auch die beiden Pinassen Heinrich Otto und Schwaben wurden dort auf die gleiche Weise versenkt.
1918 hoben die Briten das Schiff und stellten es als Mwanza wieder in Dienst. Der Verbleib des Dampfers ist unklar. Laut des Leiters der DNSG, Carl Jungblut, wurde er in Kisumu auseinandergebaut und an den Tanganjikasee gebracht. Dort sei er bis in die 1940er Jahre für die britische Regierung gefahren.